# アメリカンクラブハウスサンド

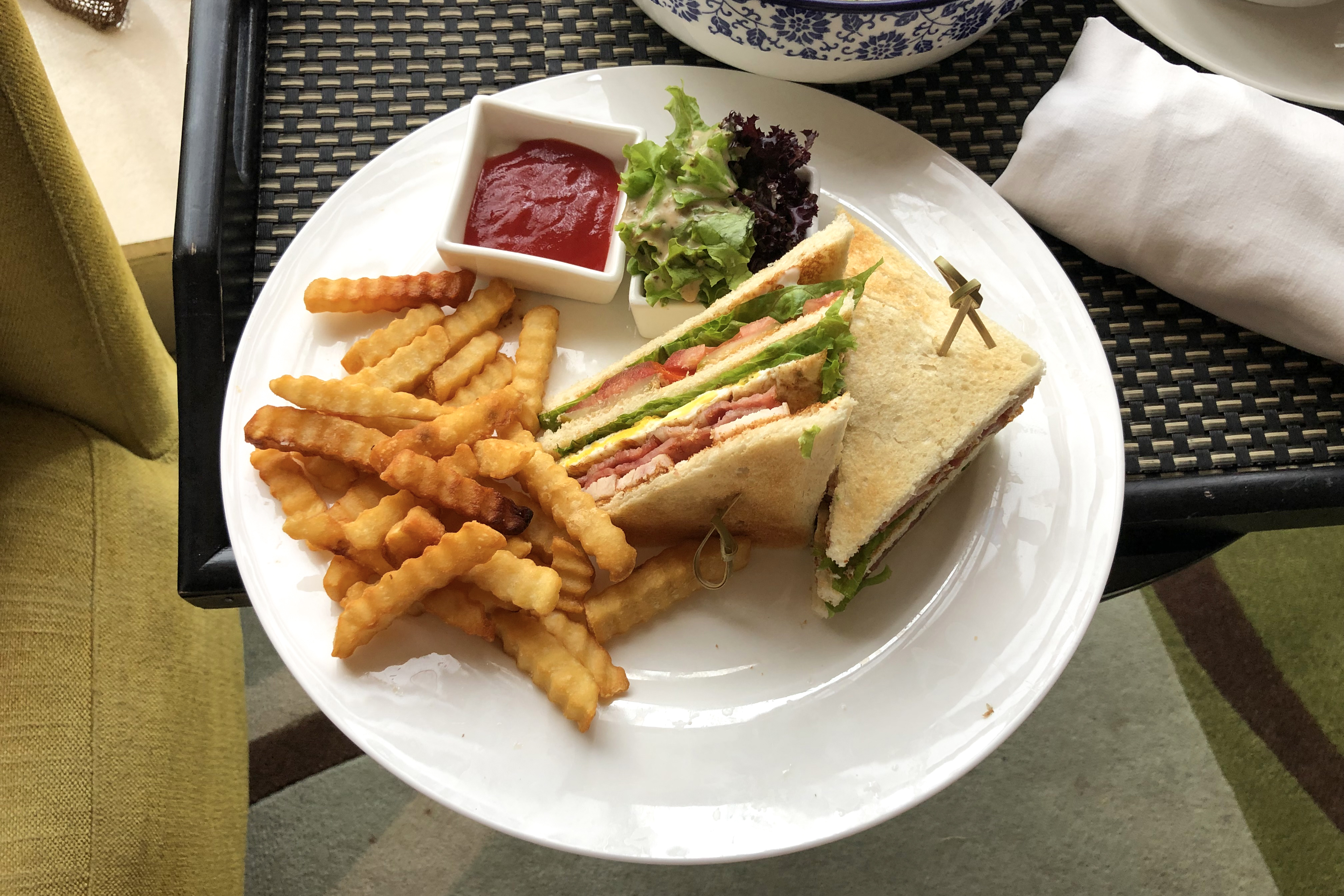
アメリカンクラブハウスサンド

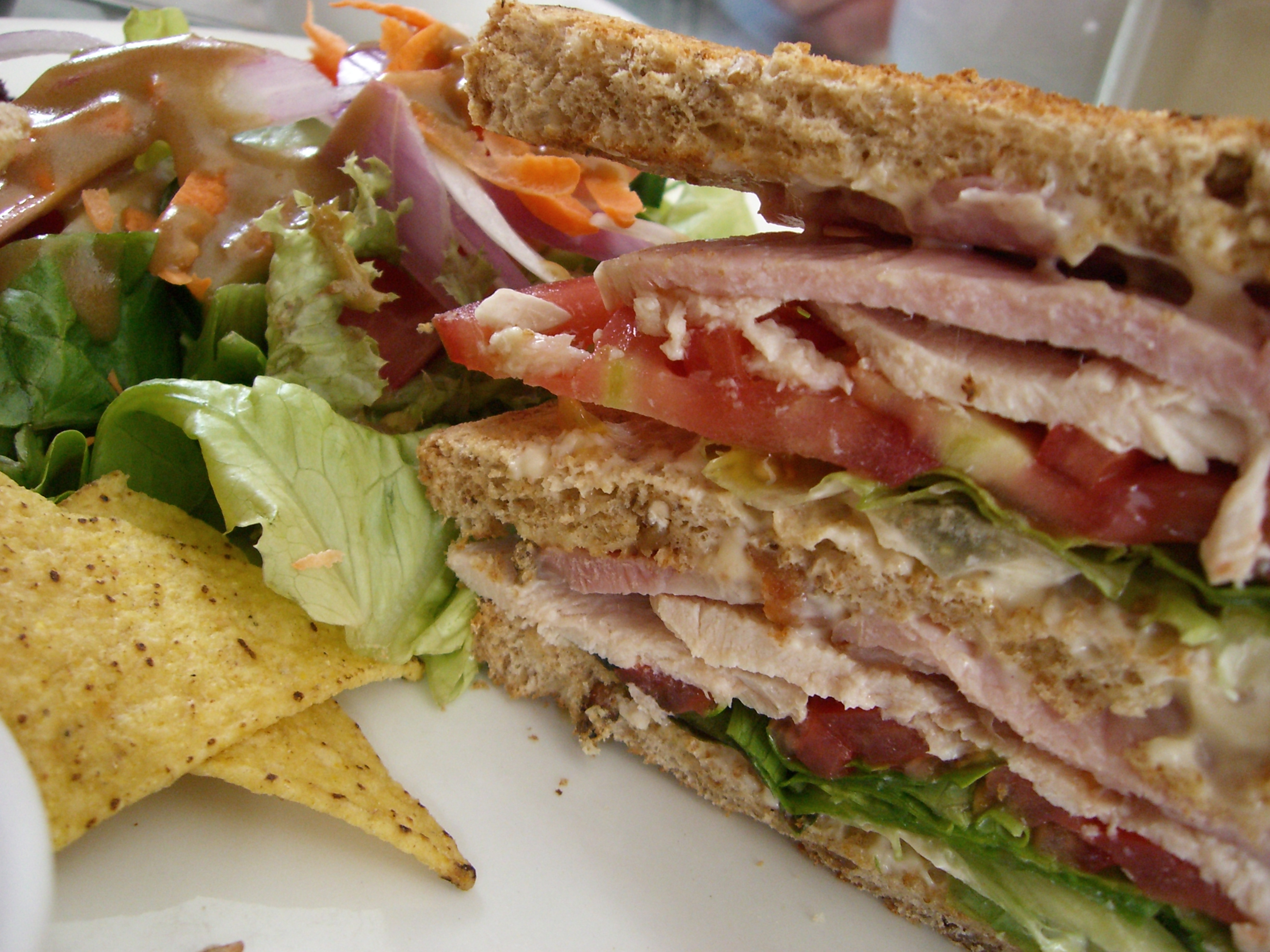
アメリカンクラブハウスサンドの断面

アメリカンクラブハウスサンド（またはクラブハウスサンド、英: clubhouse sandwich、英: club sandwich ）は、サンドイッチの一種。

## 概要
アメリカ合衆国における典型的なレシピは、トーストしたパンにベーコン、ターキー、レタス、トマト、マヨネーズをはさんだものである。三枚のパンを用いた三段重ねが基本で、三角形に切ったうえで、崩れないように上から爪楊枝を刺して留めることも多い。ターキーの代わりにローストチキンやローストビーフが用いられたり、マスタードや薄焼き卵、コールスロー、キュウリ、チーズ、ハムが挟み込まれたりしたものもある。

## 歴史
名前の由来には諸説あるが、一説によれば19世紀にアメリカ合衆国ニューヨーク州サラトガ・スプリングズの高級カジノクラブ「サラトガクラブハウス」で考案されたので「クラブハウスサンドイッチ」と呼ばれるようになったという。他にはゴルフなどのスポーツ同好者が集うアメリカ合衆国のクラブハウスで生まれた説、アメリカ軍将校クラブで生まれたという説、などがあるがいずれにせよアメリカ合衆国で生まれたサンドイッチである。
1899年にはアメリカ合衆国の一般的なレストランでメニューに登場しているのが確認されている。現在はダイナーの代表的メニューの一つであり、サブウェイなどのファーストフードのチェーンでも販売されている。